# Rumesoikopf
Der Rumesoikopf ist ein 3001 m ü. A. hoher Berggipfel der Glocknergruppe in Osttirol. Die Erstbesteigung durch Nord-Süd-Überschreitung des Langen Grats erfolgte am 13. August 1927 durch K. Folta und R. Neumann. Der Name Rumesoi stammt aus dem Romanischen und leitet sich vom Wort „Rumex“ (Sauerampfer) ab.

## Lage
Der Rumesoikopf liegt im Süden der Glocknergruppe in der Kernzone des Nationalparks Hohe Tauern. Er befindet sich im Nordosten der Gemeinde Kals am Großglockner im Norden des Langen Grats, der sich zwischen der Zollspitze (3024 m ü. A.) im Norden und dem Kristallspitzl (3005 m ü. A.) im Süden erstreckt. Der Rumesoikopf befindet sich getrennt durch einen unbenannten Sattel südöstlich der Zollspitze. Südlich befindet sich die Rote Scharte (2960 m ü. A.), die den Rumesoikopf vom Gelben Hörnl (3003 m ü. A.) trennt. Westlich des Rumesoikopfs liegt das Rumesoikar, in dem der Rumesoibach entspringt und nach kurzer Fließstrecke ins ebenfalls westlich gelegene Kalser Dorfertal fließt. Östlich befindet sich das Quellgebiet des Teischnitzbachs. Nächstgelegene Schutzhütten sind im Kalser Dorfertal das Kalser Tauernhaus und östlich die hoch über dem Tal des Teischnitzbaches gelegene Stüdlhütte.

## Aufstiegsmöglichkeiten
Der Rumesoikopf ist ein alpinistisch unbedeutender Gipfel, der nur in spezieller Führerliteratur angeführt wird. Der Normalweg auf ihn führt ausgehend von der Straße zur im Kalser Tal gelegenen Moaralm am Fußweg ins Teischnitztal. Nach der Pifanghütte verläuft der Anstieg weglos in Richtung Nordwesten in den Sattel zwischen der Zollspitze und dem Rumesoikopf. Der Schlussanstieg erfolgt über den Blockrücken des Rumesoikopfs (unschwierig). Vom Sattel zwischen Zollspitze und Rumesoikopf kann auch die Nord-Süd Überschreitung von Rumesoikopf, Gelben Hörnl und Grünem Kopf erfolgen (II).